# Золотая медаль Высшего совета по научным исследованиям
Золотая медаль Высшего совета по научным исследованиям (исп. Medalla de Oro del Consejo Superior de Investigaciones Científicas) — международная награда, которую присуждает Высший совет по научным исследованиям (Испания) с 1989 года. Лауреатам вручается золотая медаль. Среди награждённых есть семь лауреатов Нобелевской премии.

## Лауреаты премии
- 1989: Мюллер, Карл Александр, София Греческая (королева Испании), Сильвия (королева Швеции), Хокинг, Стивен [1] [2]
- 1990: Леви-Монтальчини, Рита
- 1993: Хуан Карлос I
- 1999: НАСА
- 2000: Eduardo Torroja [3]
- 2002: Ramon Margalef
- 2005: Коэн-Таннуджи, Клод
- 2006: Визель, Торстен
- 2007: Тонегава, Судзуми, Хигер, Алан [4] [5]
- 2008: Глаубер, Рой
- 2012: Льинас Риаскос, Рудольфо [6]
- 2015: Бернелл, Джоселин Белл [7]